# Henry Tye
Henry Sze-Hoi Tye (chinesisch 戴自海, Pinyin Dài Zìhǎi; * 1948) ist ein amerikanischer theoretischer Physiker und Kosmologe chinesischer Herkunft.
Tye ist bekannt für seinen Vorschlag, dass sich eine Brane und eine Antibrane gegenseitig auslöschen und damit die Inflation des Universums vorantreiben. Ferner sind seine Arbeiten in der Superstringtheorie, der Branenkosmologie und der Elementarteilchenphysik in Fachkreisen bekannt.
Er erhielt 1970 den B.S. vom California Institute of Technology und 1974 seinen Ph. D. in Physik vom Massachusetts Institute of Technology. Von 1974 bis 1977 arbeitete er am Stanford Linear Accelerator Center, 1977 bis 1978 am Fermi National Accelerator Laboratory, 1978 bis 1987 an der Cornell University, wo er seit 1987 Professor ist. Zudem ist er Fellow der American Physical Society.